# Улица Германа (Великий Новгород)
Ге́рмана — улица в Великом Новгороде.
Начинается от Сквера Воинской Славы, заканчивается Т-образным перекрёстком с Большой Санкт-Петербургской. Протяжённость — 1500 м.
Улица появилась в 1870 годы, когда строилась новгородская железнодорожная станция и складские помещения для неё. Первоначально называлась Гужевая.
29 апреля 1965 года была переименована в честь Героя Советского Союза Александра Германа. Современная застройка возникала после Великой Отечественной войны.
На улице расположены: ОАО «Алкон», Детская поликлиника № 3, ОАО «институт Новгородинжпроект», Торговый дом «Манго», Филиал РАНХиГС: «Академия при президенте Российской федерации ». 
Имеет перекрёстки с улицами Радистов, Октябрьской, Новолучанской, Кооперативной.

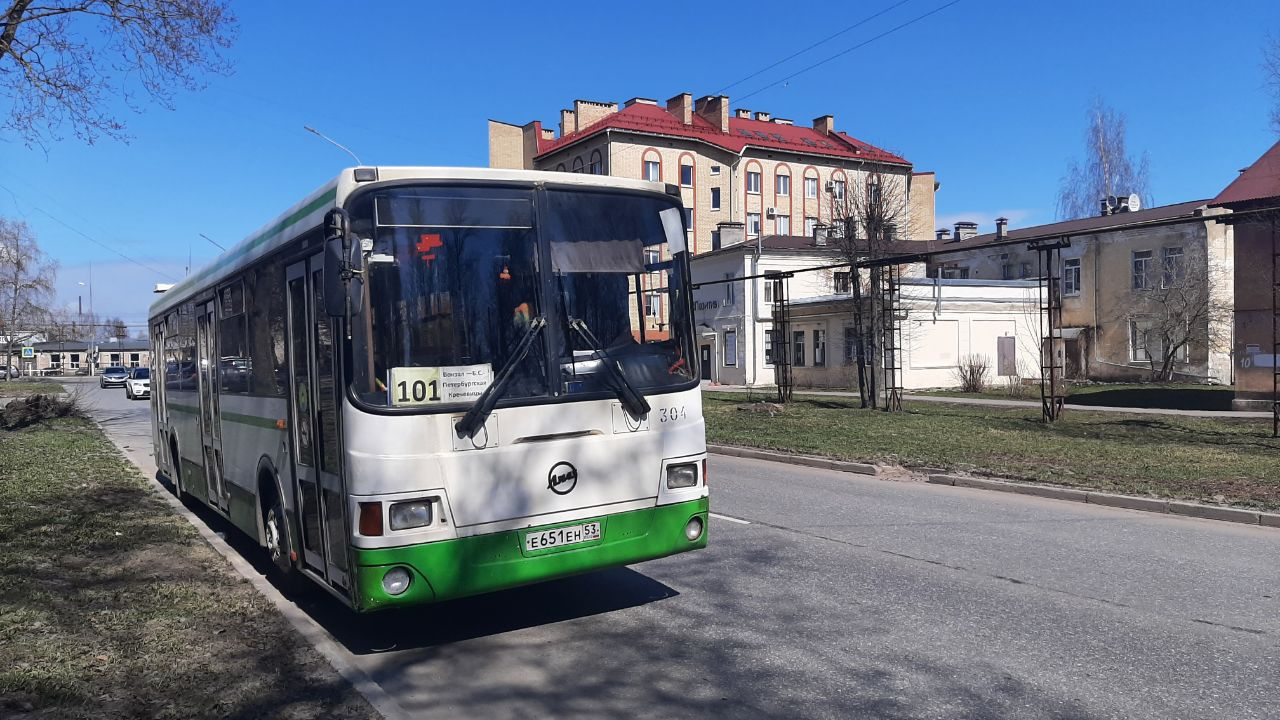
Автобус 101 на улице Германа, 22 апреля 2022 года

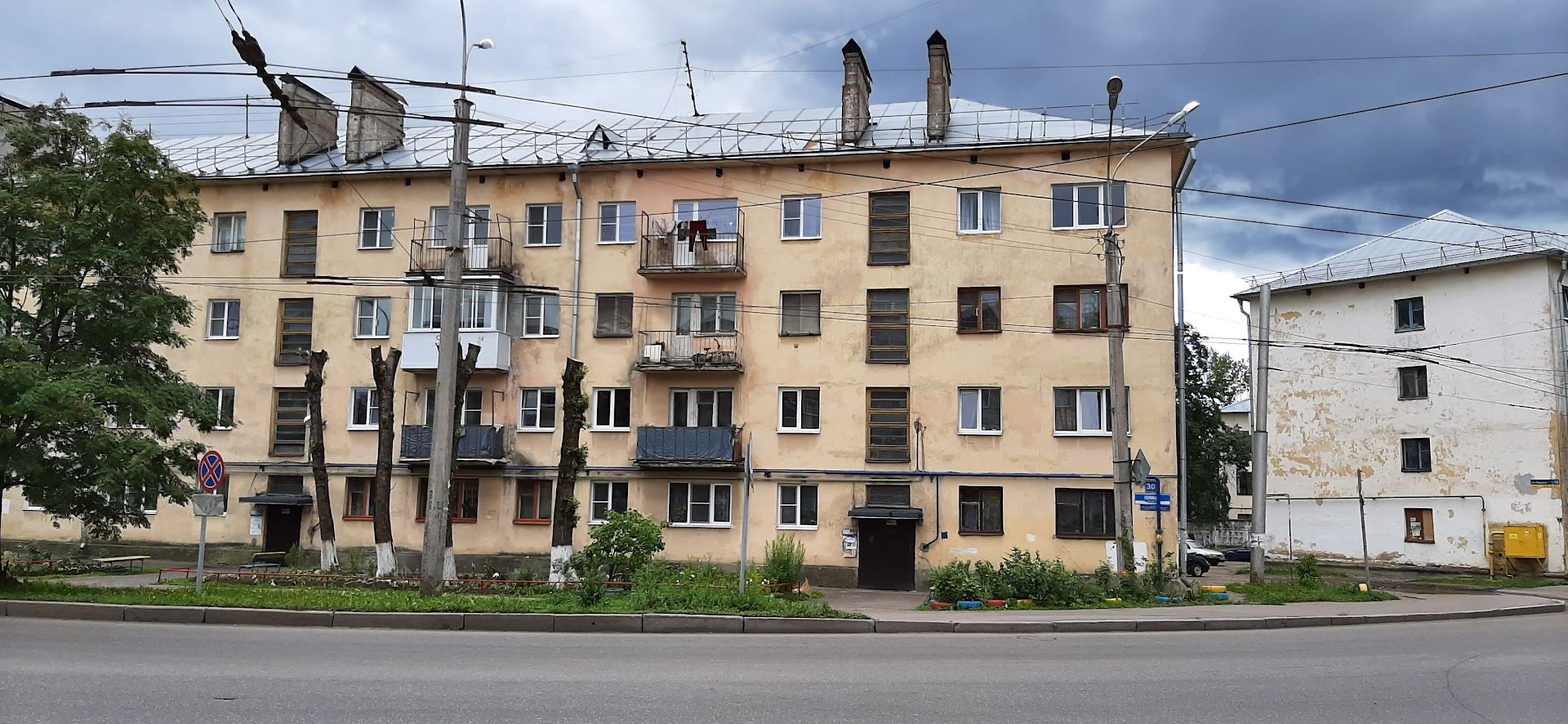
Жилой дом на Улице Германа